# ルートヴィヒ6世 (プファルツ選帝侯)

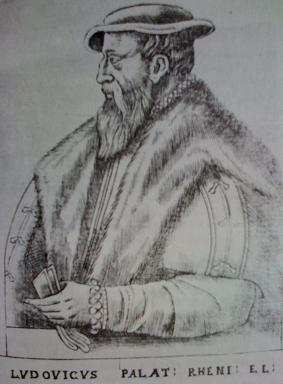
ルートヴィヒ6世

ルートヴィヒ6世（Ludwig VI., 1539年7月4日 - 1583年10月22日）は、プファルツ選帝侯（在位：1576年 - 1583年）。フリードリヒ3世とブランデンブルク＝クルムバッハ辺境伯カジミールの娘マリーの長男。

## 生涯
フランス語を学ぶため、1554年にドルのブルゴーニュ大学を訪れた。ルートヴィヒはプファルツ選帝侯の推定相続人として、すでにプファルツ選帝侯オットー・ハインリヒの宮廷で政務に参加していた。1563年より、オーバー・プファルツの総督を務めた。
熱心なカルヴァン派だった父フリードリヒ3世や息子フリードリヒ4世とは異なり、ルター派を優遇し、カルヴァン派をハイデルベルク大学の職から排除した。カルヴァン派の神学者たちは、ルートヴィヒの弟ヨハン・カジミールのノイシュタット・アン・デア・ヴァインシュトラーセにあった宮廷に保護を求め、「カジミーリアヌム・ノイシュタット」を設立した。ケルン戦争中、ルートヴィヒ6世はケルン大司教ゲープハルト・トルフゼス・フォン・ヴァルトブルクの側に立った唯一のルター派の諸侯であった。ルター派による領内の再編に伴い、ルートヴィヒ6世は新しい宮廷憲法、秩序憲法を採択し、1582年には大憲法を採択した。

## 子女
1560年7月8日にヘッセン方伯フィリップ1世の娘エリーザベトと結婚、12人の子を儲けたが、3人しか成長出来なかった。
- アンナ・マリア（1562年 - 1589年） - スウェーデン王カール9世と結婚[4]
- エリーザベト（1562年）
- ドロテア・エリーザベト（1565年）
- ドロテア（1566年 - 1568年）
- フリードリヒ・フィリップ（1567年 - 1568年）
- ヨハン・フリードリヒ（1569年）
- ルートヴィヒ（1570年 - 1571年）
- カタリーナ（1572年 - 1586年）
- クリスティーネ（1573年 - 1619年）
- フリードリヒ4世（1574年 - 1610年） - プファルツ選帝侯[3]
- フィリップ（1575年）
- エリーザベト（1576年 - 1577年）

1583年、オストフリースラント伯エッツァルト2世の娘アンナと再婚したが、子は無かった。